# Samuel Josef Agnon
Samuel Josef Agnon (hebraisk: שמואל יוסף עגנון; født 17. juli 1888, død 17. februar 1970) var en israelsk, hebraisksproget forfatter. Han blev tildelt nobelprisen i litteratur i 1966 sammen med Nelly Sachs. I sine fortællinger søger Agnon tilbage til jødedommens rødder og religion.